# Leo Rossi
Leo Rossi (Trenton, 26. lipnja 1946.), američki glumac, poznat po filmovima kao što su "Noć vještica 2" (1981.), "Analiziraj ovo" (1999.) i "Policajac manijak 2" (1990). 